# Cis tristis
Cis tristis är en skalbaggsart som beskrevs av Mellié 1848. Cis tristis ingår i släktet Cis och familjen trädsvampborrare. Inga underarter finns listade i Catalogue of Life.